# Olcenengo
Olcenengo é uma comuna italiana da região do Piemonte, província de Vercelli, com cerca de 607 habitantes. Estende-se por uma área de 16 km², tendo uma densidade populacional de 38 hab/km². Faz fronteira com Caresanablot, Casanova Elvo, Collobiano, Quinto Vercellese, San Germano Vercellese, Vercelli.

## Demografia
| Variação demográfica do município entre 1861 e 2011                               |
|                                                                                   |
| Fonte: Istituto Nazionale di Statistica (ISTAT) - Elaboração gráfica da Wikipedia |